# Sphyracus omalodellus
Sphyracus omalodellus är en skalbaggsart som beskrevs av Sylvain Auguste de Marseul 1853. Sphyracus omalodellus ingår i släktet Sphyracus och familjen stumpbaggar. Inga underarter finns listade i Catalogue of Life.